# Mortalité infanto-juvénile

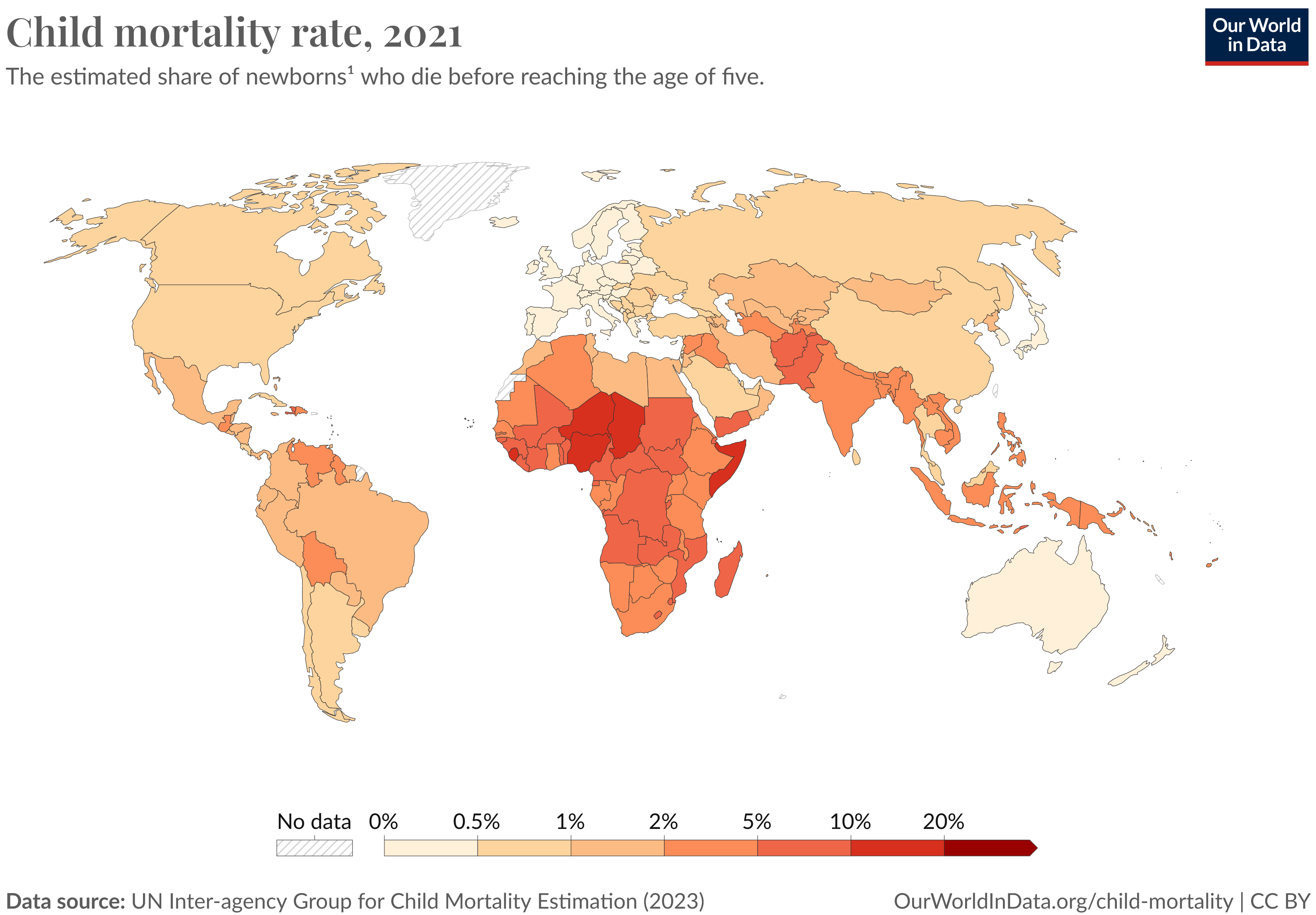
Carte des pays avec le taux de mortalité infanto juvénile les plus élevés.

La mortalité infanto-juvénile est une statistique correspondant à la mortalité des enfants de moins de cinq ans. Elle ne doit pas être confondue avec la mortalité infantile (mortalité avant l'âge d'un an) ou avec la mortalité juvénile (mortalité entre 1 et 5 ans).
La mortalité infanto-juvénile fait partie des indicateurs démographiques utilisés pour estimer la qualité des soins pédiatriques et donc le niveau de développement d'un pays.

## Causes de la mortalité infanto-juvénile
| Cause                                               | %    |
| --------------------------------------------------- | ---- |
| Mort à la naissance (infections, prématurité, etc.) | 37 % |
| Infections respiratoires aiguës                     | 19 % |
| Déshydratation due à la diarrhée                    | 17 % |
| Autres causes                                       | 10 % |
| Paludisme                                           | 8 %  |
| Rougeole                                            | 4 %  |
| Sida                                                | 3 %  |
| Traumatisme                                         | 3 %  |

La mortalité infanto-juvénile, ou mortalité des enfants de moins de 5 ans, frappe surtout les pays les plus pauvres, et elle est généralement liée à des facteurs qui y sont habituellement présents (malnutrition, sous-nutrition, manque d'hygiène…), à des maladies endémiques dans certains de ces pays, comme la malaria, ou à des maladies bénignes dans les pays développés mais qui peuvent être fatales en l'absence de prophylaxie ou de soin adaptés, rougeole ou diarrhée par exemple.
La mortalité des jeunes enfants pourrait donc très largement être diminuée, ce qui constitue l'un des champs d'action de l'UNICEF.

## Taux de mortalité infanto-juvénile
Le taux de mortalité infanto-juvénile est le rapport entre les enfants décédés avant 5 ans et l'ensemble de la population de cette même tranche d'âge, la mesure étant prise sur une année. Ce taux s'exprime habituellement en pour mille (‰), mais l'usage des pourcentages s'observe parfois.
Depuis 1950, ce taux a baissé à l'échelle de la planète. En 1950, un quart des enfants dans le monde et la moitié en Afrique tropicale n'atteignaient pas l'âge de cinq ans, alors qu'en 2000 cette proportion était tombée à 70 ‰. En 2011, c'est la Sierra Leone qui connaissait le taux de mortalité juvénile le plus élevé du monde (185 ‰), suivie par la Somalie (180 ‰) et le Mali (176 ‰).
Les pays développés ont des taux plus faibles : 8 ‰ pour les États-Unis, 5 ‰ pour la France et la Suisse. Les états de Monaco ou Andorre ont un taux de décès des moins de cinq ans de 3 ‰.